# Yeoman

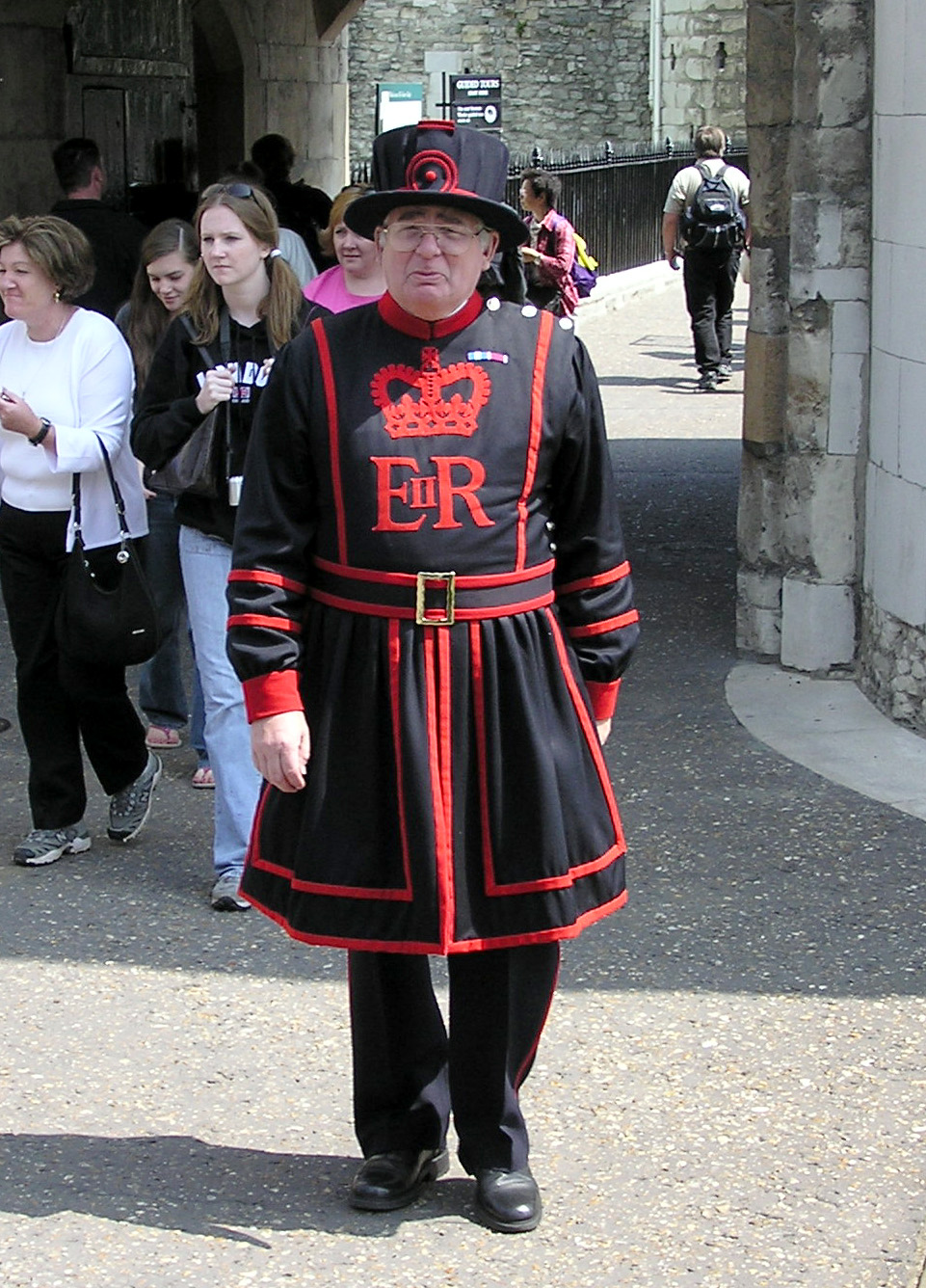
Um Yeoman Warder na Torre de Londres.

Um yeoman (AFI: [ˈjəʊmən]) é um termo inglês que costuma se referir a um fazendeiro que cultiva sua própria terra e, historicamente, a um proprietário menor de terras na Inglaterra, abaixo dos membros da nobreza rural, porém com direitos políticos. De maneira mais geral, yeoman pode ser um indicador de posição ou classe social, de acordo com o período histórico ou o lugar, ou apenas a um trabalhador subordinado e diligente. Um yeoman também podia ser um guarda, vigia ou oficial subordinado. Um equivalente em alemão é Freibauer ("fazendeiro livre"); neste contexto o termo se assemelha ao russo odnodvorets.